# Malla Nunn
Malla Nunn (geboren 1963 in Swasiland) ist eine australische Filmemacherin und Schriftstellerin südafrikanischer Herkunft.

## Leben
Nunn wurde 1963 in Swasiland geboren und besuchte während der Apartheid eine christliche Schule für mixed-raced Kinder. In den 1970er-Jahren emigrierte sie mit ihrer Familie nach Westaustralien, wo sie die University of Western Australia besuchte und mit dem B.A. (Majors in Englisch und Geschichte) abschloss. Während eines nachfolgenden Aufenthalts in den USA lernte sie ihren späteren Ehemann kennen. Zurück in Australien, begann sie mehrfach ausgezeichnete Kurz-Dokumentarfilme und Videos (corporate videos) zu schreiben und zu drehen.
Nach einigen Kurzgeschichten erschien 2008 in Australien und Anfang 2009 in den USA mit A Beautiful Place to Die (dt. 2009 als Ein schöner Ort zu sterben bei Aufbau, Neufassung 2022 bei Ariadne) der erste Band einer Serie von Kriminalromanen mit dem Johannesburger Detektiv Emmanuel Cooper; Hintergrund ist das Apartheid-beherrschte Südafrika der 1950er-Jahre.
2019 erschien ihr preisgekrönter All-Age-Roman When the Ground Is Hard (dt. 2022 als Ist die Erde hart): »Dieses Buch hat tiefe Wurzeln in meiner Familiengeschichte. Die Geschichte von Adele und Lottie ist die Geschichte meiner Mutter und meiner Tantchen. Es ist auch meine Geschichte. Ich habe dem Roman diesen Titel gegeben, um all die Frauen weltweit zu ehren und zu feiern, die das afrikanische Lieblingssprichwort meiner Mutter mit Leben erfüllen: ›Ist die Erde hart, tanzen die Frauen.‹«.
Malla Nunn lebt (Stand: 2023) mit ihrem Mann und ihren zwei Kindern in Sydney.

## Filmografie
- Fade to White
- Sweetbreeze
- Servant of the Ancestors (1999)
  - Bester Dokumentarfilm beim Los Angeles Pan African Film Festival 2000

## Bibliografie
Die Romane mit Detektiv Emmanuel Cooper:
- A Beautiful Place to Die (2009)
  - Ein schöner Ort zu sterben, dt. von Armin Gontermann; Rütten & Loening, Berlin 2009. ISBN 978-3-352-00771-2. Vollständig überarbeitete, erstmals werktreue Neufassung dt. von Else Laudan; Argument Verlag mit Ariadne, Hamburg 2022. ISBN 978-3-86754-261-6.
- Let the Dead Lie (2010)
  - Lass die Toten ruhen, dt. von Armin Gontermann; Rütten & Loening, Berlin 2011. ISBN 978-3-352-00800-9. Vollständig überarbeitete, erstmals werktreue Neufassung dt. von Else Laudan; Argument Verlag mit Ariadne, Hamburg 2022. ISBN 978-3-86754-262-3.
- Blessed are the Dead, auch Silent Valley (2012)
  - Tal des Schweigens, dt. von Laudan & Szelinski; Argument, Hamburg 2015. ISBN 978-3-86754-207-4
- Present Darkness (2014)
  - Zeit der Finsternis, dt. von Laudan & Szelinski; Argument, Hamburg 2016. ISBN 978-3-86754-217-3[5][6]

All-Age-Roman:
- When the Ground Is Hard (2019)
  - Ist die Erde hart, dt. von Else Laudan; Argument Verlag mit Ariadne, Hamburg 2022. ISBN 978-3-86754-409-2

### Auszeichnungen
- 2019: Los Angeles Times Book Prize (Young adult literature) für When the Ground Is Hard
- 2020: Josette Frank Award für When the Ground Is Hard, Best Book of the Year with „Outstanding Merit“